# Apoda biguttata
The Shagreened Slug Moth (Apoda biguttata) là một loài bướm đêm thuộc họ Limacodidae. Nó được tìm thấy ở miền đông Bắc Mỹ.
Sải cánh dài 19–30 mm. Con trưởng thành bay từ tháng 4 đến tháng 8.
Ấu trùng ăn nhiều loại cây khác nhau, bao gồm Carpinus, cây mại châu và sồi.